# Anson Kwong
Anson Kwong Yu-Shun (chinesisch 鄺于淳; * 18. August 1986 in Hongkong) ist ein ehemaliger chinesischer Squashspieler aus Hongkong. 

## Karriere
Anson Kwong spielte von 2006 bis 2010 auf der PSA World Tour und erreichte in dieser Zeit ein Finale auf der Tour. Seine höchste Platzierung in der Weltrangliste erreichte er mit Position 127 im Februar 2010. Mit der Hongkonger Squashnationalmannschaft nahm er bereits 2005, 2007 und 2009 an der Weltmeisterschaft teil. Bei den Asienspielen 2010 gewann er mit der Mannschaft die Bronzemedaille.

## Erfolge
- Asienspiele: 1 × Bronze (Mannschaft 2010)